# Aulocalycoida
Aulocalycoida é uma ordem de esponjas marinhas da classe Hexactinellida.

## Famílias
- Aulocalycidae Ijima, 1927